# 藤原義久
藤原 義久（ふじはら よしひさ、1939年1月 - 2025年6月3日）は、日本の作曲家。山形大学名誉教授。

## 経歴
東京都出身。学習院初等科、学習院中・高等科を経て、1962年に東京藝術大学音楽学部作曲科を卒業後、パリ国立高等音楽院で作曲を学ぶ。
学習院中・高等科教諭、山形大学教育学部教授、学習院大学文学部哲学科非常勤講師、聖霊女子短期大学非常勤講師、東北芸術工科大学非常勤講師、東京音楽大学非常勤講師を経て、山形大学名誉教授。 
2025年6月3日午後6時45分、東京都内の自宅で死去。86歳没。没後、日本政府より従四位追叙を賜った。

## 作品
- メッゾ・ソプラノ独唱、女声合唱、ピアノ（あるいは弦楽合奏・ピアノ・オルガン・打楽器）、語り手のための「マリア観音」
- オペラ「紅の石」
- カンタータ「いのちの樹」
- ヴァイオリンの為の「シャコンヌ」
- 室内楽の為の「プロアルテの餐宴」
- 天台寺門宗総本山園城寺声明による男声合唱「法華懺法」
- 男声合唱のための「四つの祈りの歌」
- ソプラノ独唱、男声合唱、フルート、マリンバの為の『虫めづる姫君』(『堤中納言物語より』)
- 男声合唱のためのアリオーソ『冬の樹』
- 合唱オペラ「ピエトロの息子」
- 女声合唱とピアノと鐘の為の「弔鐘が鳴って・・・」
- 声とピアノの為の語り「奥の細道《夏・・・もがみ川》」
- カンタータ「別れの時に〜雨あがりの夜のレクイエム〜」
- 男声合唱・オーボエ・ピアノと語りとの為の「昔、ピエロの歌を・・・」
- （編曲）四手のピアノ連弾と小管弦楽の為の「小組曲」（ドビュッシー）

### 著書
- アードリアーンの音楽――ヨーロッパ芸術音楽の終焉（芸立出版）
- ヨーロッパ芸術音楽の終焉　アードリアーンの音楽（彩流社、2018）※『アードリアーンの音楽』の増補新版